# Labutí krk
Labutí krk je soubor symptomů doprovázejících např. obrnu vřetenního nervu, nebo některá více či méně vzácná dědičná onemocnění (například Ehlersův-Danlosův syndrom – EDS).

## Příznaky
- tzv. labutí krk nebo labutí šíje – ruka přepadá do flexe pro oslabení extensorů
- vázne extense (natažení) zápěstí a prstů a abdukce palce (přitažení palce)
- pacient není schopen intenzivního sevření ruky v pěst
- poruchy citlivosti v oblasti ukazováku a prostředníku hřbetu ruky
- příznak pěsti
- pacient sevře pěst a předpaží, přičemž mu ruka klesne v zápěstí
- příznak schodiště
- v postavení labutího krku je nejvíce ohnutý malík, pak prsteník, méně prostředník, nejméně ukazovák
- příznak modlitby
- oddálení prstů ruky vede k ohnutí prstů a k přepadnutí ruky směrem k dlani